# 高思博
高思博（1968年10月31日—），中華民國政治人物，中國國民黨籍，美國喬治華盛頓大學法學博士，曾任中華民國第六届立法委员，立委連任失利後擔任蒙藏委員會委員長兼行政院政務委員直至2011年初內閣改組。高思博現為世新大學法律學院客座副教授、中華人權協會理事長。

## 簡歷
高思博為法律學者，在中國國民黨、親民黨「國親合」的大環境下，高思博於2004年立法委員選舉時披親民黨的戰袍出馬角逐立委，並以新人之姿在臺南市選區以第四高票當選；在2006年親民黨出走潮中，轉而加入與其理念較為一致的國民黨。而獲商業週刊及澄社評鑑為優秀立委的高思博於2008年參選立委選舉時，在臺南市第二選舉區與當時挑戰四連霸的民主進步黨立委賴清德展開激烈的競爭；開票結果顯示，高思博於東區獲勝，但在南區及安平區則輸給賴清德，最終高思博以五千餘票的小幅差距飲恨敗選。
2008年5月20日，馬英九政府上台，高思博出任劉兆玄內閣的政務委員兼任蒙藏委員會委員長；2011年臺南市第四選舉區立法委員缺額補選時，因與時任青輔會主委王昱婷皆是在2008年以些微差距落選立委的閣員，被媒體視為呼聲極高的黑馬人選，但因兩人都是極為倉促地被時任國民黨秘書長的金溥聰臨時諮詢，經高與王雙雙婉拒後引發金溥聰高度不滿，導致王昱婷請辭，而高思博在2011年2月內閣改組後去職。高思博卸下公職後在世新大學法律系任職副教授。
2017年9月9日，高思博再次連任國民黨中央委員，被視為可能代表國民黨參選2018年台南市長的黑馬。對於2018年的六都選舉，高思博於接受媒體採訪時表示，若國民黨需要他，他願意承擔，連曾任台南縣長、台灣省議會議長的父親高育仁都僅表示不贊成兒子參選。高思博表示，此次選舉不是一人一家或一縣市的事，並呼籲國民黨在六都市長候選人應盡可能推出中生代應戰，才有可能給選民耳目一新的感受。
2018年5月22日，高思博經黨內初選出線代表國民黨參選臺南市市長選舉。9月14日，高思博以「吃月餅、殺韃子」號召民眾支持，對抗民進黨的黃偉哲。11月24日，高思博敗選。

## 爭議

### 質疑賴清德財產事件
2008年立法委員選舉，民進黨立委候選人賴清德競選總部針對高思博文宣質疑賴清德財產暴增一事表示，賴清德家中約一千六百萬元的三張長期保單到期都已申報，不應被對手攻擊，賴競選總部認為該文宣應受全民譴責。高思博則籲請競爭對手賴清德不要刻意模糊焦點，否則為何賴清德始終都不敢正面答覆是否涉及口腔健康法弊案，且又無法解釋財產暴增是否為收取非法獻金，希望賴清德能向鄉親說清楚講明白。高亦希望賴清德不要躲躲藏藏，否則應主動退選。賴清德則聲稱「清廉」是他對自己最基本的要求，控高思博接受政黨捐贈五百萬元，背後又有家族支持，反要求高思博應該說明競選經費的來源。高思博競選總部則表示，高思博擔任立委之前只是一名學者，不曾在父親高育仁所經營的相關企業中擔任過任何職務，並請賴清德陣營不要恣意抹黑也不要轉移焦點，更不要牽扯選舉對手的家人，以及其合法經營的企業。口腔健康法立法案於2015年3月更一審判決，以無積極推動立法的事實與無期約對價事證、或能證明屬政治獻金，認定應無貪瀆行為，賴清德獲簽結不起訴。

### 2022年赴中國大陸
2022年8月2日至8月3日，美國眾議院議長南希·佩洛西率領眾議院訪問團訪問臺灣，兩岸情勢變得詭譎不定。在裴洛西離台之後，國民黨副主席夏立言於8月10日率團訪問中國大陸，高思博亦是隨團成員，引起國內爭論。
對此，國民黨表示，夏立言此行主要的目的是「顧民生，護台灣」，關懷在中國大陸工作、求學和生活的國人同胞，希望能透過實地參訪以及舉辦座談，深入理解他們在新冠疫情期間於大陸生活及往返兩岸之間所遭遇到的問題、傾聽他們的需求。同時，也會在對等尊嚴、互惠互利的基礎上，向當地涉台機構反映台灣農漁民、中小企業目前所遭遇的困難和心聲。而國民黨前主席馬英九發文指出，台灣和中國大陸差不多已經有6年的時間完全沒有往來，他認為「這是非常危險的事情」，馬英九也強調：「我們不能夠將所有的發言權，都放在美國那一邊。」

## 選舉紀錄
| 年度 | 選舉屆數             | 選舉區           | 所屬政黨   | 得票數  | 得票率 | 當選標記 | 備註 |
| ---- | -------------------- | ---------------- | ---------- | ------- | ------ | -------- | ---- |
| 2004 | 第六屆立法委員選舉   | 臺南市選舉區     | 親民黨     | 44,004  | 13.89% |          |      |
| 2008 | 第七屆立法委員選舉   | 臺南市第二選舉區 | 中國國民黨 | 82,566  | 48.36% |          |      |
| 2018 | 第三屆臺南市市長選舉 | 臺南市           | 中國國民黨 | 312,874 | 32.37% |          |      |

## 外部連結
- 高思博 A po的Facebook專頁粉絲團
- YouTube上的高思博頻道
- 高思博委員介紹—立法院 （页面存档备份，存于）（中文）（英文）